# Olivia (tidsskrift)
|  | For andre betydninger, se Olivia (flertydig) |
Olivia er et ungdomsmagasin for tweens, der blev lanceret i april 2005 med fokus på musik, film, mode, skønhed og ungdomskultur. Bladet udgives af mediehuset Egmont. Et tilsvarende blad udgives af samme koncern i Sverige og Norge under navnet Julia.
I 2010 havde bladet et oplag på 35.000 eksemplarer, året efter var det 27.000, og i 2012 var dette faldet til 23.000 eksemplarer. Bladet udkom fra begyndelsen af 12 gange årligt, men 15 år senere var udgivelseshyppigheden reduceret til det halve, 6 gange årligt.